# Весёлая Бахмутовка
Веселая Бахмутовка — хутор в Октябрьском районе Ростовской области.
Входит в состав Керчикского сельского поселения.

## География

### Улицы
- ул. Артема,
- ул. Балочная,
- ул. Дорожная,
- ул. Логвинова.

## История
Хутор основали украинцы из Луганской области и назвали в честь родного хутора Бахмутовка . Основатель хутора Журавлев Егор в 1920 году построил здесь первый дом.

## Население
| 2010 |
| ---- |
| 185  |